# Шнаус (коммуна)
Шнаус (нем. Schnaus) — деревня и бывшая коммуна в Швейцарии, в кантоне Граубюнден. Население составляло 123 человека на 2011 год. 1 января 2014 года вместе с коммунами Иланц, Ладир, Лувен, Питаш, Рушайн, Риайн, Кастриш, Севгайн, Дувин, Пиньиу, Руэун и Сиат вошла в состав новой коммуны Иланц-Глион.
Входит в состав региона Сурсельва (до 2015 года входила в округ Сурсельва).
Шнаус впервые упоминается в 840 году как Scanaues.
На выборах в 2007 году наибольшее количество голосов получила Швейцарская народная партия (46,7 %), за Христианско-демократическую народную партию Швейцарии проголосовали 16,7 %, за Социал-демократическую партию Швейцарии — 15,3 %, за Свободную демократическую партию — 16,7 %.
Официальный код — 3583.

## Географическое положение
До слияния площадь Шнауса составляла 3,0 км². 58,4 % площади составляли сельскохозяйственные угодья, 30,9 % — леса, 2,3 % территории заселено.

## Население
На 2011 год население Шнауса составляло 123 человека (57,9 % мужчин, 42,1 % женщин). На 2000 год 45,5 % жителей говорило на романшском языке, 40,4 % — на немецком, 11,1 % — на сербо-хорватском.
17,2 % населения были в возрасте до 9 лет, 14,1 % — от 10 до 19 лет, 4,0 % — от 20 до 29 лет, 21,2 % — от 30 до 39 лет, 14,1 % — от 40 до 49 лет, 11,1 % — от 50 до 59 лет, старше 60 лет было 17,2 % населения. На 2005 год в Шнаусе уровень безработицы составлял 4,89 %.
| 1850 | 1900 | 1950 | 1960 | 2000 | 2011 |
| ---- | ---- | ---- | ---- | ---- | ---- |
| 126  | 123  | 134  | 79   | 99   | 123  |